# Lot e le figlie (Guercino Dresda)
Lot e le figlie è un dipinto a olio su tela (176x225 cm) di Giovanni Francesco Barbieri, detto Guercino, databile al 1650 e conservato presso la Gemäldegalerie Alte Meister di Dresda.

## Storia
Il dipinto è ricordato da Carlo Cesare Malvasia, che scrive che alla fine del 1650 il Guercino dipinse «Un Lot con le figlie al sig. Girolamo Pavese, mà questo cangiò padrone poiché l'ebbe il commendator Luigi Manzini, e lo donò all'A.S. di Modana adì 26 Febbraro 1651 con l'occasione che era venuto à Bologna à sentire il Dramma d'Ennone abbandonata & per ricompensa diede al detto Manzini un marchesato nel suo Stato.» Il dramma di Ennone citato da Malvasia è il melodramma Enone abbandonata, andato in scena il 9 febbraio 1651, con musiche di Benedetto Ferrari e libretto di Nicolò Maria Selva.  
Secondo quanto riferisce Malvasia, l’opera era stata originariamente commissionata da Girolamo Panessi (che egli chiama "Pavese"), ma piacque tanto al duca di Modena Francesco I d’Este (A.S. sta per Altezza Serenissima), che per compiacerlo, l'intimo amico del Guercino Giovanni Battista Manzini — che Malvasia confonde con Luigi Manzini — si adoperò per procurargli il dipinto, ottenendo in cambio un marchesato.
Dopo essere stato donato nel 1651 a Francesco I d’Este, il dipinto scompare dalla documentazione nota per oltre un secolo. Ricompare a Parigi nel 1774, quando fu acquistato per la Gemäldegalerie Alte Meister di Dresda dalla Collezione Polignac — una delle più raffinate raccolte nobiliari francesi dell'epoca — tramite i mercanti d’arte Le Leu e Rigaud, i quali dichiararono che l’opera era stata comprata a Roma per 14 000 lire e rivenduta per 4 500 lire.

## Descrizione e stile
L’episodio è tratto dal Libro della Genesi (19,30–38). Dopo la distruzione di Sodoma e Gomorra, Lot si rifugia in una grotta con le sue due figlie. Credendo che l’umanità sia stata annientata, le giovani decidono di ubriacare il padre per giacere con lui e assicurare la sopravvivenza della stirpe. Durante due notti successive, si alternano nel compiere l’atto incestuoso, approfittando dello stato di incoscienza del genitore. Dai rapporti nasceranno i capostipiti dei popoli dei Moabiti e degli Ammoniti. Il soggetto, pur appartenendo alla tradizione biblica, ha spesso attratto i pittori per l’ambiguità morale e per il potenziale erotico insito nella scena.
Il dipinto raffigura il momento che precede il primo atto dell’inganno. Al centro della composizione è seduto Lot, anziano, nudo fino alla vita, con il corpo avvolto da un drappo azzurro. L’uomo appare rilassato e inconsapevole, mentre osserva la coppa che sta per portare alla bocca: una delle figlie lo sta infatti servendo con vino versato da un otre chiaro.
Ai lati della scena, le due figlie sono rappresentate con abiti sontuosi dai colori caldi e dalle stoffe cangianti: una, inginocchiata a sinistra, tiene una grande brocca e un panno bianco sulle ginocchia; l’altra, piegata verso il padre sulla destra, sta versando il vino. Lo sguardo tra loro è complice, consapevole. Il gesto misurato, l’atteggiamento riservato, la mancanza di sensualità ostentata rendono la scena contenuta e intimamente drammatica, anziché provocatoria.
Sul fondo, il paesaggio lascia intravedere in lontananza una città in fiamme – chiara allusione alla distruzione di Sodoma – mentre due alberi spogli incorniciano la scena ai lati, contribuendo al senso di isolamento e silenzio.
La versione del Lot e le figlie conservata a Dresda appartiene alla piena maturità del Guercino e riflette le caratteristiche della sua pittura tarda, sviluppatasi dopo il 1645, quando l’artista si stabilì definitivamente a Bologna. In questo periodo Guercino abbandona progressivamente la drammaticità chiaroscurale e la pennellata vigorosa degli anni giovanili, adottando uno stile più classico ed equilibrato, ispirato anche all'esempio di Guido Reni.
Nell’opera di Dresda si nota una predilezione per le tonalità chiare e pastello, applicate con una pennellata più leggera e libera, che talvolta lascia intravedere l’imprimitura della tela. I contrasti luminosi sono attenuati, i passaggi cromatici più sfumati e armoniosi. La composizione abbandona le diagonali dinamiche a favore di schemi più statici e simmetrici, fondati su assi verticali e orizzontali che trasmettono un senso di ordine e serenità.
Le figure femminili, pur composte in atteggiamenti intimi, sono trattate con grazia e misura, e la scena, priva di enfasi drammatica, suggerisce un’atmosfera di silenziosa complicità. L'opera rivela così quella sensibilità meditativa e quasi contemplativa che caratterizza il Guercino degli ultimi decenni, ormai lontano dal pathos barocco delle sue opere più giovanili. Guercino si dimostrò uno dei più grandi e più creativi esponenti del classicismo barocco in Europa.